# Chiliotrichiopsis
Chiliotrichiopsis là một chi thực vật có hoa trong họ Cúc (Asteraceae).

## Loài
Chi Chiliotrichiopsis gồm các loài: